# Apogonia scutellaris
Apogonia scutellaris är en skalbaggsart som beskrevs av Sharp 1881. Apogonia scutellaris ingår i släktet Apogonia och familjen Melolonthidae. Inga underarter finns listade i Catalogue of Life.